# Enoplocerus armillatus
Enoplocerus armillatus là một loài bọ cánh cứng trong họ Cerambycidae.

## Hình ảnh

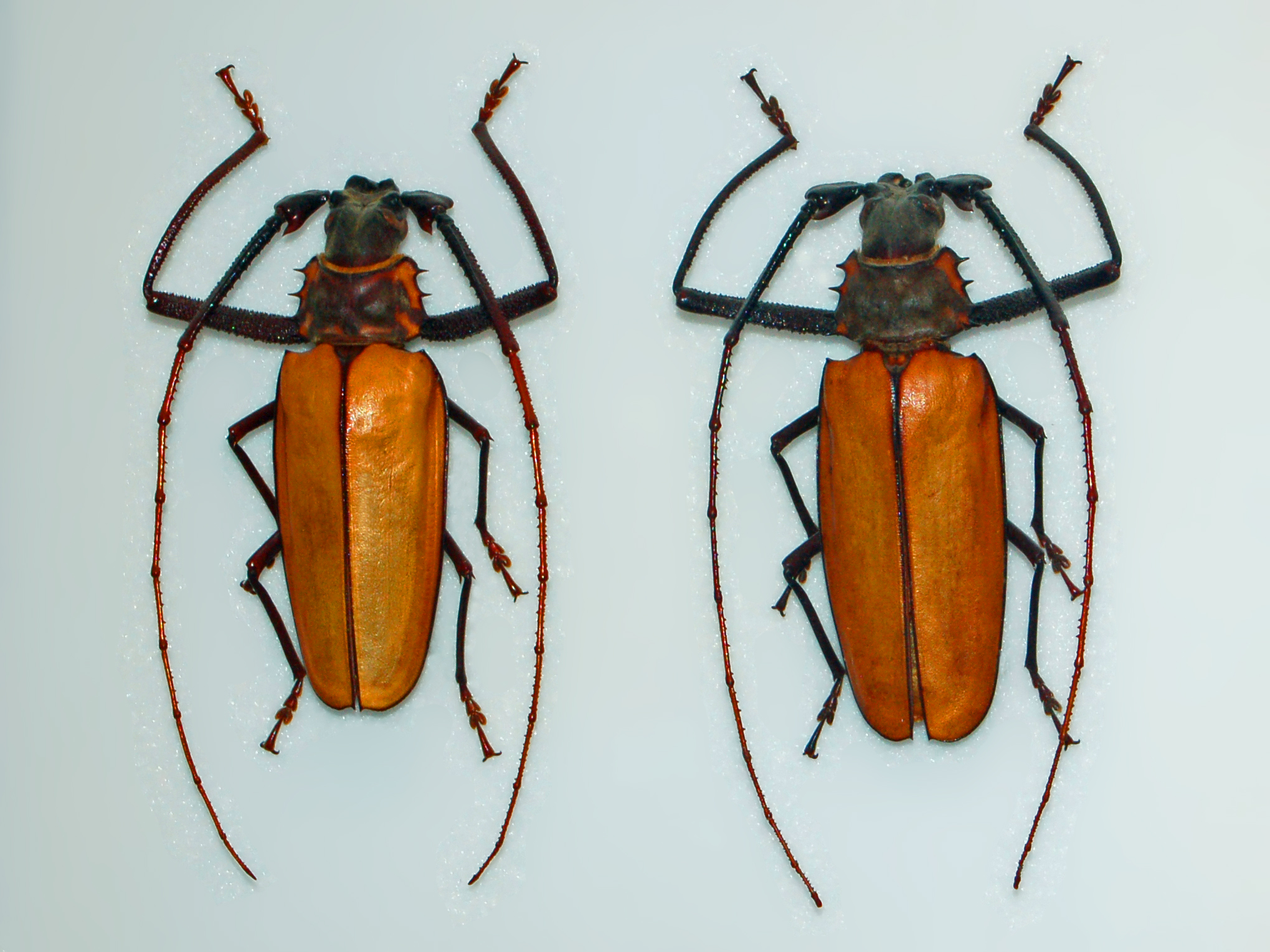
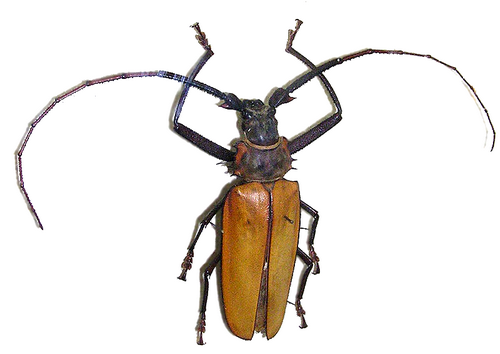
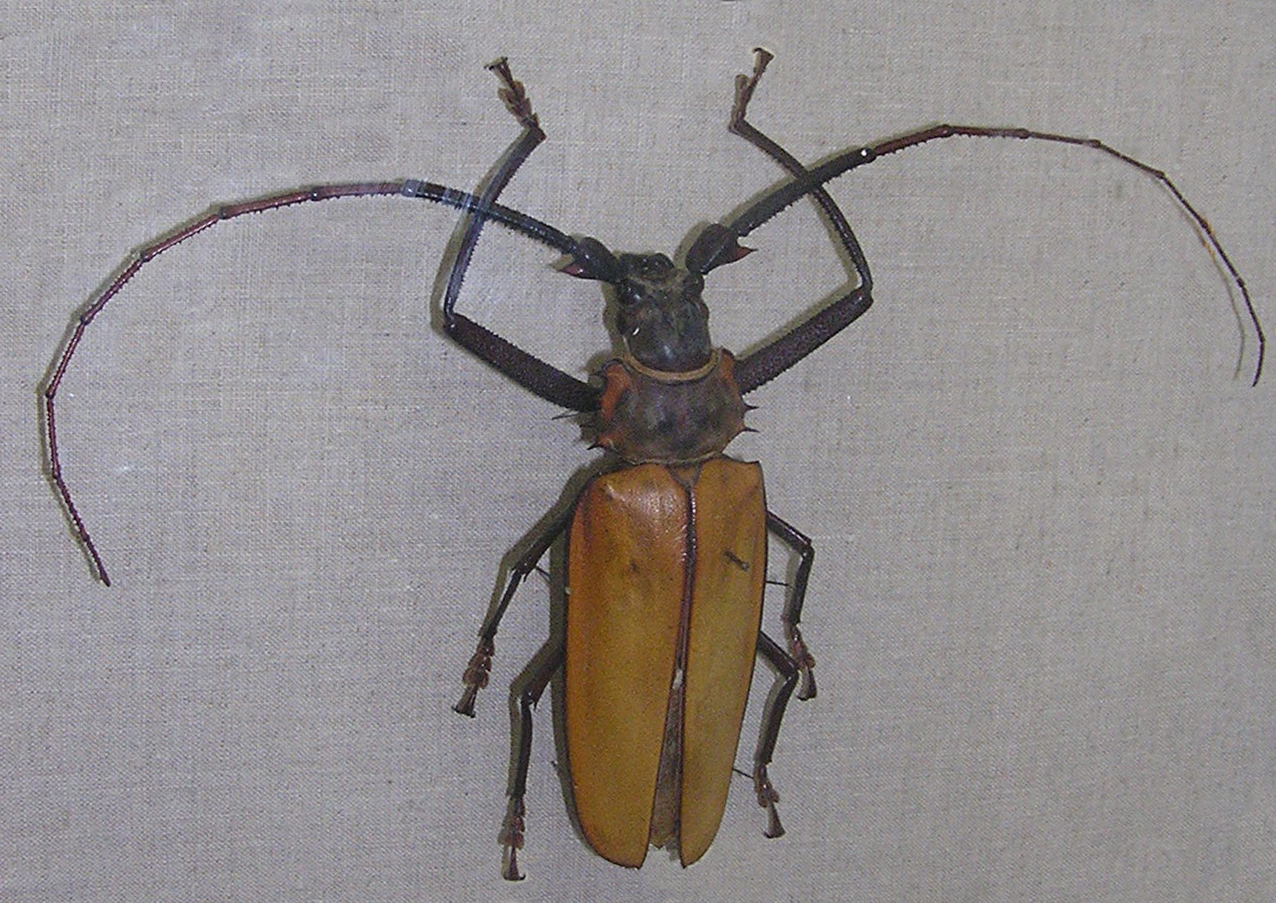